# Егилс Левитс
Егилс Левитс (рођен 30. јуна 1955) је летонски правник, политиколог и судија који је био председник Летоније од 8. јула 2019. до 8. јула 2023. Био је члан Европског суда правде од 2004. до 2019.
Током касне совјетске ере био је члан Народног фронта Летоније и допринео проглашењу обновљене летонске независности 1990. године. Био је потпредседник владе и министар правде Летоније од 1993. до 1994. године и амбасадор у Мађарској, Аустрији и Швајцарској од 1994. до 1995. године. Потом је постављен за судију Европског суда за људска права, на тој функцији је био до 2004. године. Завршио је на другом месту на индиректним изборима за председника Летоније 2015. године иза Рајмондиса Вејониса . Иако независан политичар, био је кандидат Националне алијансе. У 2018. години Левитс је поново постављен за судију Европског суда правде, а први пут је постављен 2004. године. Ожењен је и има двоје деце, сина Линардса и ћерку Индру. Објавио је књигу мемоара 2019.

## Детињство и младост
Левитс је рођен у Риги, у Летонији, за време совјетске окупације у породици летонског јеврејског инжењера Јонаса Левитса и његове супруге, летонско-балтичко-немачког песника Ингеборг Левитс (рођене Барга, псеудоним Аија Земзаре). 1972. године породица је протерана из СССР-а због совјетских дисидентских активности и настанили се у Западној Немачкој, где су живели Ингеборгини рођаци. Живели су у Западној Немачкој до 1990. године, када је Летонија поново стекла независност. 
Левитс је у интервјуима изјавио да се упркос свом јеврејском наслеђу понајвише идентификује као Летонац.

## Политичка каријера
Левитс је био укључен у летонску политику од краја 1980-их. Левитс је постали члан Народног фронта Летоније и члан Конгреса грађана Летоније основаног 1989. године. Касније се придружио политичком клубу " Клубс 21 ", а 1993. године је изабран за петог посланика Сејма са листе странке Latvijas Celš . У 2016. години био је међу најбоље плаћеним званичницима ЕУ. Године 2018. га је Европски покрет у Летонији прогласио "за европског човека године у Летонији". 
Био је амбасадор Летоније у Аустрији, Швајцарској и Мађарској.
Коаутор је преамбуле летонског устава и био је шеф Комисије за уставно право, коју је основао председник Летоније, заједно са адвокатом Лаурисом Лијепом.

### Председничке кампање
Странка Национална алијанса га је именовала за председничког кандидата 2011. и 2015. године, а у последњем кругу је био други после тадашњег министра одбране Рајмондиса Вејониса, у 2015. години. О Левитсу се пуно причало као о потенцијалном кандидату за председника почетком 2019. а странке владајуће коалиције су 15. априла најавиле да ће подржати кандидатуру Левитса. Летонски парламент га је изабрао 29. маја 2019.

### Председник
Инаугурисан је у Сејму 8. јула 2019. Током свог инаугурационог говора, приметио је да "не постоји идеална земља, јер то подразумева заустављање њеног напретка". Након церемоније, он је посетио Споменик слободе, положио цвеће на гроб Јаниса Чакстеа, а потом је добио кључеве Ришког замка од одлазећег председника Рајмондиса Вејониса. 10. јула, он је обавио своју прву страну посету Талину, Естонија, где се састао са председницом Керсти Каљулаид и премијером Јиријем Ратасом.

## Судска каријера
1995. године Левитс је изабран за представника Летоније у Европском суду за људсака права . Од 2004. године представник је Летоније у Европском суду правде, у коме ће му мандат истећи 2024. године.

## Политички погледи
Левитс је изразио традиционално конзервативне погледе о питањима у летонској политици. За време свог мандата европског судије је био укључен и коментарисао је тренутна збивања у Летонији, истакао је да пријем избеглица и Истанбулска конвенција не крше Устав Летоније. Левитс је изразио скептицизам у спровођењу великих промена у финансијском систему, називајући Летонију једном од најјачих економија у Европи. На тему руског језика, Левитс је предузео бројне иницијативе да избрише његову употребу у Летонији, па чак и забрану приватних универзитета који одржавају предавања на било ком језику, сем енглеског и летонског. Тражио је и да руски држављани (чак и они рођени у Летонији) морају да прођу летонски тест писмености како би добили држављанство. Левитс је рекао да је "руски језик језик окова из најмрачнијих дана у историји Летоније" и да је једини начин да се ослободимо о д њега свака прилика да се дозволи "његов нестанак". Левитс није члан ниједне политичке странке и изразио је жељу да остане независни политичар.

## У популарној култури
У епизоди емисије Уживо суботом увече, Левитс је портретирао Алека Мофата, у скечу који је оставио забавно искуство на Доналда Трампа на самиту НАТО-а 2019. године.

## Лични живот
Левитс је ожењен Андром Левите, гинекологом,и има сина по имену Линардс и ћерку по имену Индра. Левитс је 2019. године издао своју прву књигу Valtsgriba. Idejas un domas Latvijai 1985–2018 ( српски: Државна воља. Идеје и размишљања за Летонију 1985-2018 ), где спомиње чланке, интервјуе и комбинује их са својим личним мишљењем док је био судија у Суду Европске уније. Поред свог матерњег летонског језика, он зна и немачки (из времена проведеног у Немачкој), енглески, француски и руски . 

## Одликовања
Национална одликовања
- Latvia:Велики мајстор и командант Великог крста са ланцима Ордена три звезде (8. јул 2019)
- Latvia: Велики мајстор и велики крст Ордена Виесурса
- Latvia: Велики мајстор Крст признавања

## Публикације
- Levits, Egil (2019). Valstsgriba. Idejas un domas Latvijai 1985–2018 [A Will for Statehood: Ideas and thoughts for Latvia 1985–2018]. Riga. ISBN 9789984840567.  Levits, Egil (2019). Valstsgriba. Idejas un domas Latvijai 1985–2018 [A Will for Statehood: Ideas and thoughts for Latvia 1985–2018]. Riga. ISBN 9789984840567.  Levits, Egil (2019). Valstsgriba. Idejas un domas Latvijai 1985–2018 [A Will for Statehood: Ideas and thoughts for Latvia 1985–2018]. Riga. ISBN 9789984840567.